# Alfabetul galician
Alfabetul galician este format din 23 de litere; 22 din alfabetul latin și 1 literă suplimentară (ñ). Literele J, K, W și Y nu fac parte din alfabet și sunt folosite în cuvinte străine. Litera Q este folosită numai în digraful QU, în rest doar în cuvinte străine.
| Litera | Nume  | Fonem(e)           | Exemplu de cuvânt        | Traducere                    |
| ------ | ----- | ------------------ | ------------------------ | ---------------------------- |
| A      | a     | /ä/, /ɐ/           | amorodo, soia            | căpșuni, soia                |
| B      | be    | /b/, /β̞/           | brazo, arriba            | brațul, sus                  |
| C      | ce    | /θ/, /s/, /k/      | cama, veces              | pat, ori                     |
| D      | de    | /d̪/, /ð̞/           | aldea, roda              | sat, roată                   |
| E      | e     | /e/, /ɛ/, /ɪ/      | mesa, pé, sabre          | masă, picior, stiu           |
| F      | efe   | /f/                | forno                    | cuptor                       |
| G      | gue   | /g/, /ɣ̞/, /ħ/, /x/ | mango, lagosta           | homar, mango                 |
| H      | hache | Tăcut              | hora                     | oră                          |
| I      | i     | /i/, /j/           | iglú, maionesa           | iglu, maioneză               |
| L      | ele   | /l/                | laranxa                  | portocale                    |
| M      | eme   | /m/                | mel                      | miere                        |
| N      | ene   | /n/, /ɱ/, /ŋ/      | neveira, anfibio, tanque | frigider, amfibian, rezervor |
| Ñ      | eñe   | /ɲ/                | cociña                   | bucătărie                    |
| O      | o     | /o/, /ɔ/, /ʊ/      | sopa, porta, agasallo    | supăb, ușă, cadou            |
| P      | pe    | /p/                | panda                    | panda                        |
| Q      | que   | /k/                | ¹                        |                              |
| R      | erre  | /r/, /ɾ/           | reloxo, vermello         | ceas, roșu                   |
| S      | ese   | /s/                | saúde                    | sănătate                     |
| T      | te    | /t̪/                | aberto                   | deschide                     |
| U      | u     | /u/, /w/           | lupa, continuación       | lupă, continuare             |
| V      | uve   | /b/, /β̞/           | invasor, navegador       | invadator, browser           |
| X      | xe    | /ʃ/, /ks/          | xardín, axila            | gradina, axila               |
| Z      | zeta  | /θ/, /s/           | zapato                   | pantof                       |

¹ După cum sa menționat deja, este folosit doar în digraful QU.

## Digrafele
| Digraf | Nume       | Fonem(e) | Exemplu de cuvânt | Traducere |
| ------ | ---------- | -------- | ----------------- | --------- |
| ch     | ce hache   | /tʃ/     | rancho            | fermă     |
| gu     | gue u      | /g/      | hamburguesa       | hamburger |
| ll     | ele dobre  | /ʎ/, /ɟ/ | folla             | frunze    |
| nh     | ene hache  | /ŋ/      | dunha             | a unei    |
| qu     | que u      | /k/      | queixo            | brânză    |
| rr     | erre dobre | /r/      | arroz             | orez      |

## Diacritice
Există semne diacritice; Á/á, É/é, Í/í, Ó/ó, Ú/ú, Ü/ü. Toate acestea, cu excepția ultimului, sunt folosite după regulile de ortografie de accentuare ale limbii galiciene, cea din urmă fiind folosită pentru fonemul /w/ după G și înainte de E sau I, ca în ”pingüín” = pinguin. Anterior a fost folosit diacriticul Ç/ç, dar este învechit și complet înlocuit cu Z și C.